# Lidia Rodríguez Alfano
Lidia Rodríguez Alfano es una investigadora y profesora mexicana. Es conocida por su trabajo en el análisis del discurso, especialmente estudiando el uso del español en el noreste de México.

## Docencia y Gestión
Ha impartido diversos cursos en las áreas de Literatura y Lingüística, además de Sociolingüística, Análisis del discurso y Metodología de la Investigación en los niveles de licenciatura, maestría y doctorado en varias instituciones: Universidad Mexicana del Noreste (UMNE), Universidad de Monterrey (UDEM), Instituto Tecnológico y de Estudios Superiores de Monterrey (Tec), y, desde 1982, Universidad Autónoma de Nuevo León (UANL). En la Facultad de Filosofía y Letras, UANL, inició los Cuerpos Académicos y creó y dirigió el que denominó “Lenguajes, Discursos, Semióticas. Estudios de la Cultura en la Región” (LDSECR), hasta que lo llevó a ser reconocido por el PROMEP como Cuerpo Académico Consolidado (CAC) en 2008.

## Investigación
Ha dirigido diferentes proyectos de investigación: 
- "El Habla de Monterrey" (dirige desde 1976) fue iniciado en 1985 consta de cuatro corpus. Estas muestras de habla fueron obtenidas mediante entrevistas semi guiadas hechas con la autorización expresada en un documento especial a personas que nacieron o habían radicado por lo menos los 20 años previos dentro del Área Metropolitana de Monterrey.

- "El habla de Monterrey: Segunda Fase".[3] Estudios contrastivos entre los corpus de 40 ciudades de habla hispana integrados al PRESEEA. Los Estudios de Atenuación fueron coordinados por Rodríguez Alfano. Este proyecto inició en 2010 y como parte de su participación dirigió 2 tesis, una de doctorado y otra de maestría, con estudios aplicados al corpus HMP, además de diversas ponencias expuestas en congresos y publicaciones como artículos de revista o capítulos de libro.
- "Estudios de la Frontera del Noreste de México y Texas, EUA, lenguaje, identidad y cultura"[4] inició en 2002 con la colaboración de la Universidad de Texas en Austin e investigadores de México y los Estados Unidos. Este proyecto dio impulso a la conformación de un grupo de investigadores internacionales para la investigación de la cultura en el noreste de México y su correspondiente frontera con los Estados Unidos, para lo cual Rodríguez Alfano coordinó el trabajo colectivo para la recolección de 3 corpus. Uno de sus principales productos es la compilación y edición del libro (con dictaminación internacional) Cultura e identidad transfronteras: Historia, sociedad, arte y discurso. que se publicó en la Editorial Legas, en Ottawa, Canadá y cuyo conjunto de 18 capítulos ofrece enfoques multi e interdisciplinarios a diversas expresiones culturales (distintos tipos de discurso y muestras de la creación y crítica de la literatura) producidas en esa frontera, con acercamientos a su contexto socio-histórico.[4]

- “Estudios del diálogo” es el Proyecto Número 15 de la Asociación de Lingüística y Filología de América Latina (ALFAL) y en cuya coordinación ha estado Rodríguez Alfano desde que lo creó en 2005.[5] Entre la producción más importante de este proyecto, destacan: 2 libros publicados en 2010, uno de la editorial de la Facultad de Filosofía y Letras, UANL, Perspectivas dialógicas en estudios del lenguaje, compilado y editado en coautoría con Irene Fonte, donde participan investigadores de España, Brasil, Canadá y México; y otro de la editorial Benjamin Books, de Ámsterdam, compilado y editado en coautoría con Dale Koike, Dialogue in spanish: studies in functions and contexts, donde participan investigadores de EUA, España, Suecia, Canadá y México, incluida ella como autora del capítulo que abre el volumen con propuestas teóricas para la definición del diálogo y sus perspectivas de estudio, y de uno más en coautoría con Koike, que contiene los resultados del análisis de los marcadores de identidad en el Corpus de Conversaciones Espontáneas de la Frontera.

## Reconocimientos y distinciones
- Premio Nacional "Wigberto Giménez Moreno" otorgado a “La mejor tesis de doctorado en el área de Lingüística 1999” por CONACULTA e INAH, en noviembre de 2000, por la tesis “Polifonía discursiva de distintos grupos sociales. Argumentación sobre la crisis. La función adjetiva”, presentada en el doctorado en Lingüística Hispánica de la UNAM, en 1999.[1]
- Premio del Centro de Escritores de Nuevo León, Generación 96-97.
- Premio Nacional: “Flama, Vida y Mujer, por su destacada trayectoria en el ámbito de Docencia e Investigación”. Entregado por la Rectoría de la Universidad Autónoma de Nuevo León (UANL), el 5 de marzo de 2009.[1]
- Reconocimiento como “Mujer Científica”, otorgado por el Instituto Estatal de las Mujeres del Estado de Nuevo León en 2005.
- Premio CONACYT a los proyectos: “Lenguaje y género” 1999; “El habla de Monterrey: base de información para estudios en Ciencias del Lenguaje”, de 2001-2004; y “El habla de Monterrey, Segunda Etapa”, 2007-2012.

## Publicaciones
- La expresión de violencia instrumental y simbólica en Facebook y Twitter, (2020).[6]
- La estigmatización del espacio urbano, derivada de prácticas del ejercicio del poder y violencia hacia la mujer, (2017).[7]
- Las fórmulas rutinarias como herramienta de cortesía en la entrevista sociolingüística. Una aplicación al discurso de hablantes mayores de 54 años, (2015).[8]
- La interacción en diálogos transmitidos por la radio en la frontera, (2005).[9]
- ¿Qué opinas con verbos y pronombres? Análisis del discurso de dos grupos sociales de Monterrey, (2004).[10]